# ナワ
座標: 北緯25度16分6秒 東経56度16分49秒 / 北緯25.26833度 東経56.28028度

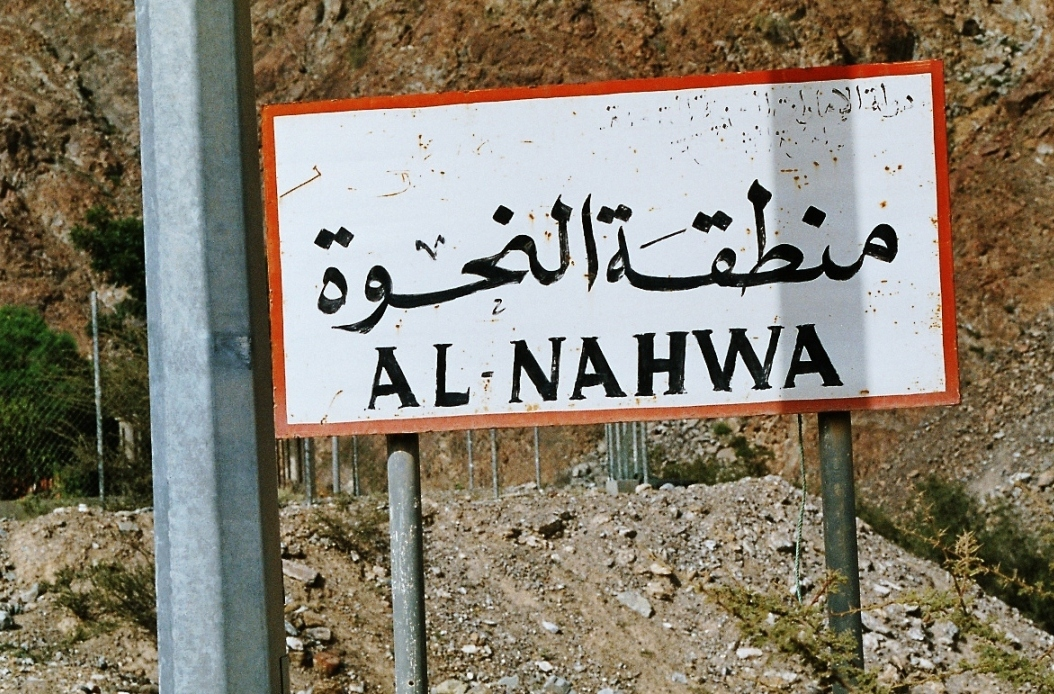
ナワへの道標

ナワ（英語: Nahwa、アラビア語: النحوة An-Naḥwah アン・ナフワ）は、アラブ首長国連邦シャールジャ首長国の集落。アラブ首長国連邦領内にあるオマーン領の飛地マダ（ムサンダム特別行政区）に囲まれた、「飛地の中の飛地」（二重飛地）である。
マダのニュー・マダという町から、山道を西へおよそ8キロメートル行った地点で、民家は40軒ほど、警察署、学校、モスク、診療所がある。オマーン政府とアラブ首長国連邦政府の間では、領土を交換してナワの飛び地を解消しようと交渉しているが、住民たちは部族のつながりで領土交換には反対している。

## 参考リンク
1. ↑  他に、定冠詞 الـ (al-) をスペル通りに表記したアル・ナフワ (Al-Naḥwah)、あるいは定冠詞を省略してナフワとも表記し得る。
2. ↑  ムサンダム半島＆マダ
3. ↑  アラブ首長国連邦の謎